# Love Buzz
Love Buzz – utwór holenderskiego zespołu rockowego Shocking Blue, który znalazł się na ich drugim albumie At Home, wydanym w roku 1969. Blisko dwadzieścia lat później został on nagrany przez amerykański zespół grunge’owy Nirvana, natomiast w roku 2004, jako jeden z utworów z albumu "Always Outnumbered, Never Outgunned" swoją wersje/remix pod tytułem "Phoenix" opublikowała brytyjska grupa The Prodigy.

## Wersja Nirvany
Nagranie amerykańskiego zespołu zostało wydane na singlu, będącym pierwszym w dyskografii grupy. Promował on ich debiutancki album Bleach. Singiel „Love Buzz” został wydany w ograniczonej liczbie 1000. egzemplarzy, które zostały ręcznie podpisane numerami. Na stronie B singla znalazł się utwór „Big Cheese”. Publikacją małej płyty zajęła się wytwórnia Sub Pop, która spopularyzowała gatunek grunge. W 2004 roku, utwór znalazł się w zestawie With the Lights Out, na płycie DVD.

### Lista utworów
1. „Love Buzz” (Van Leeuwen)
2. „Big Cheese”